# 세드리크 카라소
세드리크 카라소(Cedric Carrasso, 1981년 12월 30일 아비뇽 ~ )는 프랑스의 전 축구 선수로, 포지션은 골키퍼이다.
과거 올랭피크 드 마르세유(2001년 ~ 2008년), 크리스털 팰리스(임대 이적, 2001년 ~ 2002년), EA 갱강(임대 이적, 2004년 ~ 2005년), 툴루즈(2008년 ~ 2009년), 보르도(2009년 ~ 2017년) 소속으로 뛴 적이 있다. 2010년 FIFA 월드컵에서 프랑스 대표로 출전했지만 위고 로리스, 스테브 망당다에게 밀려 한 경기도 출전하지 못하였다.